# Metriocnemus haesitans
Metriocnemus haesitans är en tvåvingeart som först beskrevs av Jean-Jacques Kieffer 1924.  Metriocnemus haesitans ingår i släktet Metriocnemus och familjen fjädermyggor.
Artens utbredningsområde är Polen. Inga underarter finns listade i Catalogue of Life.